# Augusto H. Álvarez
Augusto Harold Álvarez García (* 24. Dezember 1914 in Mérida; † 29. November 1995 in Mexiko-Stadt) war ein mexikanischer Architekt.

## Biografie

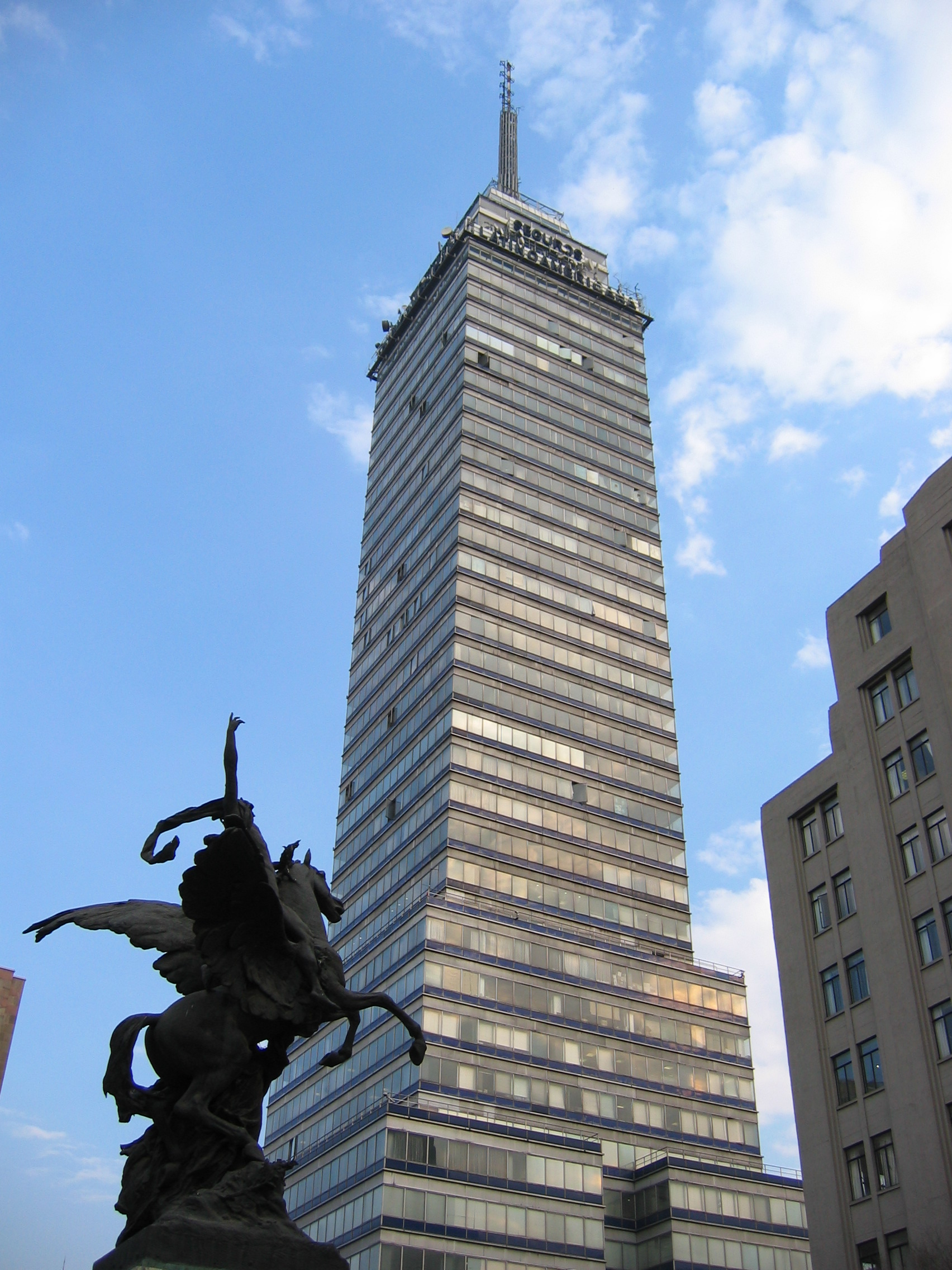
Torre Latinoamericana

Augusto H. Álvarez war Schüler bei José Villagrán García. Er lehrte an der Escuela Nacional de Arquitectura der Universidad Nacional Autónoma de México (UNAM), wo heute eine der Lehrwerkstätten seinen Namen trägt. Er gründete die Architekturschule an der Universidad Iberoamericana und war dort der erste Direktor.
Als Architekt ließ er sich stilistisch von Le Corbusier und Mies van der Rohe beeinflussen und arbeitete unter anderem auch mit den namhaften Architekten Juan Sordo Madaleno, Enrique Carral Icaza, Salvador Ortega Flores und Ricardo Legorreta zusammen. Er war beteiligt bzw. baute Gebäude am Flughafen Mexiko-Stadt, an der Universidad Iberoamericana, die Gewerbe- und Verwaltungsschule der UNAM, die Bank von Valle de México, der IBM in Mexiko-Stadt, am Sitz des Erzbischofs, die Escuela Bancaria y Comercial und den Torre Latinoamericana.